# Happy Sad
《Happy Sad》는 1969년 4월에 발매된 미국의 싱어송라이터 팀 버클리의 세 번째 스튜디오 음반이다. 이 음반은 캘리포니아주 로스앤젤레스의 엘렉트라 레코드에서 녹음되었으며, 전 러빙 스푼풀 멤버 잘 야노프스키와 공교롭게도 그의 후임자 제리 예스터가 프로듀싱을 맡았다. 버클리의 실험적 시기는 그가 이전에 사용하지 않았던 재즈의 요소를 결합한 것으로 시작되었다. 여기에 수록된 많은 곡들은 그의 이전 작품 대부분을 지배했던 바이너리 형식에서 벗어난 것이다.

## 구성
음반 사운드의 특징은 데이비드 프리드먼의 비브라폰으로, 버클리의 이전 작품보다 음반에 더 편안한 음색을 선사한다. 이전 음반보다 훨씬 긴 곡으로, 이 스타일은 이후에도 계속되었다. 음반의 보컬은 이전 공연보다 더 길어졌으며, 이는 버클리가 자신의 목소리를 악기처럼 사용하는 시작을 나타낸다. 《Happy Sad》의 가사는 버클리가 이전 두 음반의 팀 버클리와 《Goodbye and Hello》의 작사가인 래리 베켓과의 작업을 중단하고 직접 가사를 쓰기 시작하면서 변화를 나타낸다. 버클리의 자체적인 노력은 때때로 정치적이고 문학적인 스타일의 작업과 대조적이다. 버클리는 다음 두 음반에 대한 모든 자료를 직접 작성하기도 했다.

## 반응
| 전문가 평가                   | 전문가 평가 |
| 평가 점수                     | 평가 점수   |
| 출처                          | 점수        |
| ----------------------------- | ----------- |
| AllMusic                      | [ 5 ]       |
| Encyclopedia of Popular Music | [ 6 ]       |

인기가 절정에 달했을 때 발매된 《Happy Sad》는 빌보드 200 차트에서 81위에 오르며 가장 높은 차트인을 기록한 음반이었지만, 버클리의 이번 음반 실험은 《Goodbye and Hello》를 통해 얻은 팬층과 주류의 매력을 일부 소외시킬 것이다. 하지만 이는 버클리의 사운드와 장르 실험의 시작에 불과했고, 이후 발매된 음빈은 버클리의 주류 인기를 더욱 떨어뜨리고 판매량이 감소할 것으로 예상된다.

## 곡 목록
모든 곡들은 팀 버클리에 의해 작사/작곡하였다.
| #  | 제목                                                              | 재생 시간 |
| -- | ----------------------------------------------------------------- | --------- |
| 1. | 〈Strange Feelin'〉                                               | 7:40      |
| 2. | 〈Buzzin' Fly〉                                                   | 6:04      |
| 3. | 〈Love from Room 109 at the Islander (On Pacific Coast Highway)〉 | 10:49     |

| #  | 제목                    | 재생 시간 |
| -- | ----------------------- | --------- |
| 1. | 〈Dream Letter〉        | 5:12      |
| 2. | 〈Gypsy Woman〉         | 12:19     |
| 3. | 〈Sing a Song for You〉 | 2:39      |